# Artabotrys scortechinii
Artabotrys scortechinii este o specie de plante angiosperme din genul Artabotrys, familia Annonaceae, descrisă de George King. Conform Catalogue of Life specia Artabotrys scortechinii nu are subspecii cunoscute.